# Molophilus (Molophilus) tanypus coloratus
Molophilus (Molophilus) tanypus coloratus is een ondersoort van de tweevleugelige Molophilus (Molophilus) tanypus uit de familie steltmuggen (Limoniidae). De ondersoort komt voor in het Australaziatisch gebied.